# Псевдеверния зернистая
Псевдеверния зернистая (лат. Pseudevernia furfuracea) — лишайник рода Псевдеверния семейства Пармелиевые.

## Описание
Листовато-кустистый лишайник. Основными органами размножения являются изидии. Апотеции развиваются редко.

## Распространение и экология
Вид распространён в Европе, Азии, Северной Африке, Северной Америке. Встречается чаще на хвойных, реже лиственных видах деревьев, иногда на обработанной древесине и пнях.

## Использование
Лишайник используется как сырьё для парфюмерной промышленности.